# L'estrella del rock
L'estrella del rock (títol original: Light of Day, títol alternatiu: Electric Blue) és una pel·lícula estatunidenco -canadenca dirigida per Paul Schrader, estrenada l'any 1987.

## Argument
Joe treballa en una fàbrica de metal·lúrgica de Cleveland.
Quan arriba la nit, puja a l'escenari per tocar la guitarra amb els Barbusters, el grup de rock que ha muntat amb la seva germana Patti.
La vida no és pas fàcil per Joe, que intenta més bé que malament mantenir al voltant seu una família desunida i en conflicte, tenir cura de Patti, i de portar la seva carrera de músic.
El seu únic plaer és tocar davant el seu públic tots els vespres i de donar via lliure  al seu talent.
Però la tensió familiar s'intensifica, fins a la tragèdia sobtada i brutal que colpejarà Joe.

## Repartiment
- Michael J. Fox: Joe Rasnick
- Gena Rowlands: Jeanette Rasnick
- Joan Jett: Patti Rasnick
- Michael McKean: Bu Montgomery
- Thomas G. Waites: Smittie
- Michael Rooker: Oogie